# 칼륨 통로

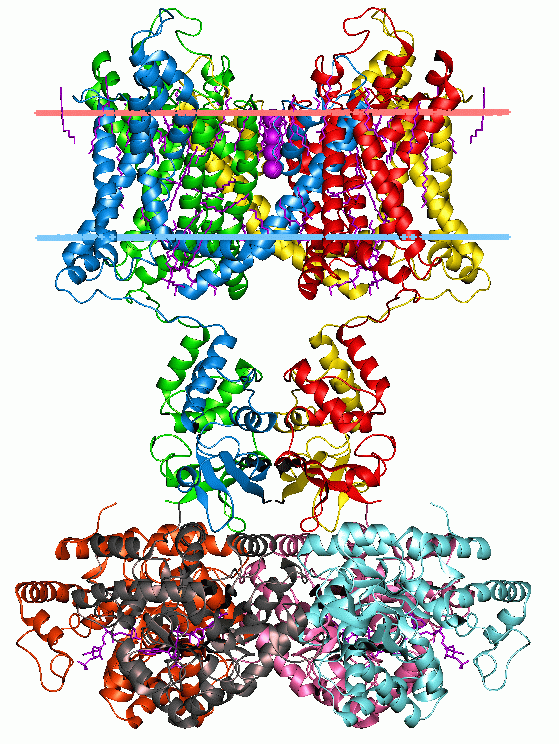
막과 같은 환경에서 칼륨 통로 Kv1.2의 구조. 지질 이중층으로 계산된 탄화수소의 경계는 빨간색과 파란색 선으로 표시되어 있다.

칼륨 통로(영어: potassium channel)는 가장 널리 분포되어 있는 이온 통로의 유형이며, 거의 모든 살아 있는 생물에서 발견된다. 칼륨 통로는 세포막을 가로지르는 칼륨 선택성 구멍을 형성한다. 칼륨 통로는 대부분의 세포 유형에서 발견되며, 다양한 세포 기능을 조절한다.

## 같이 보기
- 나트륨 통로
- 칼슘 통로
- 염소 통로